# Józef Stasiński
Józef Stasiński (ur. 16 marca 1927 w Poznaniu, zm. 26 października 2019 tamże) – polski artysta plastyk, rzeźbiarz specjalizujący się w medalierstwie, profesor tytularny sztuki.

## Życiorys
Studiował w Państwowej Wyższej Szkole Sztuk Plastycznych w Poznaniu, a potem na Akademii Sztuk Pięknych w Warszawie. Na Wydziale Rzeźby tej uczelni uzyskał dyplom w roku 1954. Od tego czasu zajmuje się wciąż medalierstwem. W latach 1954–1972 uczył w Liceum Sztuk Plastycznych w Poznaniu, w 1972-1997 w Politechnice Poznańskiej na Wydziale Budownictwa Lądowego i Architektury. W 1992 otrzymał tytuł profesora nadzwyczajnego. Był wykładowcą w Wyższej Szkole Gospodarki im. Królowej Jadwigi w Bydgoszczy w 2004-2009, a następnie w Wyższej Szkole Zawodowej „Kadry dla Europy” w 2010-2012.
Jego pierwsze prace powstały już w 1950 r. Najbardziej znany jest jako twórca medali i plakiet, których wykonał 1899. Wykonywał też rzeźby, płaskorzeźby, tablice pamiątkowe oraz pomniki monumentalne. W 2005 otrzymał tytuł Wybitnego Wielkopolanina. Autor pomnika kardynała Augusta Hlonda w bazylice archikatedralnej w Poznaniu (1962), pomnika Ofiar Faszyzmu w Chełmnie nad Nerem z współautorstwem architekta Jerzego Buszkiewicza (1964), ołtarza Chrystusa (ołtarza soborowego) w bazylice archikatedralnej w Poznaniu (1966) w podziemiach krypty arcybiskupiej  oraz pomników Jana Pawła II we Lwowie-Brzustowicach (2007), w Oleśnie z współautorstwem architekta Zenona Błądka (2013).
Medale tworzył w cyklach, z których najbardziej znane są W Trzechsetną Rocznicę Wygaśnięcia Piastów Śląskich 1675-1975, Polska Walcząca na Frontach II Wojny Światowej 1939-1945, Medale pontyfikalne Jana Pawła II. W zbiorach Rzymskiego Ośrodka Dokumentacji i Studium Pontyfikatu Jana Pawła II w Rzymie znajduje się 26 medali wykonanych przez prof. Józefa Stasińskiego.
Był projektantem rewersu okolicznościowej monety 100-złotowej z 1988 r., wybitej z okazji 70. rocznicy powstania wielkopolskiego.
W 2017 roku z okazji 90 urodzin artysty odbyła się wystawa jubileuszowa pt.: Urodziłem się dla medali... Józef Stasiński – pamiętnik zapisany w brązie  w Galerii Atanazego Biblioteki Raczyńskich.
W 2018 otrzymał od Rady Miasta Poznania odznaczenie „Zasłużony dla Miasta Poznania” w uznaniu dla osiągnięć artystycznych.

## Wybrane odznaczenia
- Medal „Za zasługi dla obronności kraju” (1975 i 1980 – brązowy, 1983 – srebrny)
- Złoty Krzyż Zasługi (1976)
- Krzyż Kawalerski Orderu Odrodzenia Polski (1984)
- Krzyż Wielki Orderu Świętego Sylwestra (Watykan, 2002)[10]
- Odznaka honorowa „Zasłużony dla Kultury Polskiej” (2010)
- Krzyż Oficerski Orderu Odrodzenia Polski (2012)
- Srebrny Medal „Zasłużony Kulturze Gloria Artis” (2017)
- tytuł Zasłużony dla Miasta Poznania (2018)